# Уитфилд, Чарльз Малик
Чарльз Малик Уитфилд (англ. Charles Malik Whitfield; род. 1 августа 1971, Бронкс, Нью-Йорк, США) — американский актер, известный по ролям Джеймса Муни в сериале «Защитник», Бена Кэмпбелла в сериале «Медики Чикаго» и агента Хенриксена в сериале «Сверхъестественное». Также, играл в сериалах «Империя», «Американская история ужасов» и «Саутленд». Помимо этого, озвучивал Денниса Роджерса в компьютерной игре «Far Cry 3».

## Карьера
Первой ролью Чарльза Уитфилда стала роль доктора Прайса в мыльной опере «Одна жизнь чтобы жить», которую он играл с 1993 по 1994 год. После этого он появлялся в нескольких фильмах и сериалах, пока в 2001 году он не получил одну из главных ролей в сериале «Защитник», где он пробыл два сезона.
В 2-м сезоне сериала «Сверхъестественное», Чарльз Уитфилд в двух эпизодах сыграл агента ФБР Хенриксена, позже появляясь в этой роли в 3-м и 4-м сезонах. Помимо этого, сыграл гостевые роли в трех сериалах франшизы «CSI»: «C.S.I.: Место преступления», «C.S.I.: Майами» и «C.S.I.: Нью-Йорк». Чарльз Уитфилд также сыграл Уэйна Барроу — продюсера Notorious B.I.G. в биографическом фильме «Ноториус».
Еще одной роль актера является второстепенная роль Бена Кэмпбелла в сериале «Медики Чикаго», которую он играл с 5-го по 9-й сезон. На данный момент, последней ролью Чарльза Уитфилда является второстепенная роль Джулса в сериале Тайлера Перри «Красота в темных тонах», который был продлен на второй сезон.

## Фильмография

### Роли в фильмах
| Год  | Название на русском | Оригинальное название | Роль           |
| ---- | ------------------- | --------------------- | -------------- |
| 1994 | Дерзкий             | Fresh                 | Смоуки         |
| 2001 | В тылу врага        | Behind Enemy Lines    | капитан Родвей |
| 2002 | Второй состав       | Second String         | Ленни Войлс    |
| 2004 | Возмездие           | Doing Hard Time       | Арманд         |
| 2009 | Ноториус            | Notorious             | Уэйн Барроу    |
| 2009 | Один день жизни     | A Day in the Life     | отец Фридман   |
| 2010 | Ствол               | Gun                   | Данте          |

### Роли в сериалах
| Год       | Название на русском         | Оригинальное название             | Роль                              | Примечание                                                |
| --------- | --------------------------- | --------------------------------- | --------------------------------- | --------------------------------------------------------- |
| 1968—2012 | Одна жизнь чтобы жить       | One Life to Live                  | доктор Бен Прайс                  | Второстепенная роль с 1993 по 1994 год                    |
| 1990—н.в. | Закон и порядок             | Law & Order                       | сосед Бабатунды/Смит/Келвин Берри | эпизод: Consultation, эпизод: Apocrypha и эпизод: Monster |
| 1993—1999 | Убойный отдел               | Homicide: Life on the Street      | Уолтер Бойс                       | эпизод: Slideshow                                         |
| 1998—2001 | Семь дней                   | Seven Days                        | Деллард Шиверс                    | эпизод: Vegas Heist                                       |
| 1999—н.в. | Закон и порядок: Спецкорпус | Law & Order: Special Victims Unit | Брасс                             | эпизод: Funny Valentine                                   |
| 2000—2015 | C.S.I.: Место преступления  | CSI                               | Рэй                               | эпизод: Last Supper                                       |
| 2001—2004 | Защитник                    | Guardian                          | Джеймс Муни                       | Одна из главных ролей с 1-го по 2-й сезон                 |
| 2002—2012 | C.S.I.: Майами              | CSI: Miami                        | Андрэ Хардинг Чарльз              | эпизод: Stand Your Ground                                 |
| 2003—2015 | Два с половиной человека    | Two and a Half Men                | офицер полиции                    | эпизод: Advantage: Fat, Flying Baby                       |
| 2004—2013 | C.S.I.: Нью-Йорк            | CSI: NY                           | Клайд Дювалл                      | эпизод: Unwrapped                                         |
| 2005—2006 | Лав Инкорпорейшн            | Love Inc.                         | Ларри                             | 2 эпизода                                                 |
| 2005—2020 | Сверхъестественное          | Supernatural                      | агент ФБР Виктор Хенриксен        | Гостевая роль с 2-го по 4-й сезон                         |
| 2005—2010 | Говорящая с прираками       | Ghost Whisperer                   | офицер Дуглас Рамзи               | эпизод: Excessive Forces                                  |
| 2007—2013 | Частная практика            | Private Practise                  | Тай                               | эпизод: Pushing the Limits                                |
| 2007—2009 | Жизнь как приговор          | Life                              | Питер Стилман                     | эпизод: Let Her Go                                        |
| 2008—2015 | Менталист                   | The Mentalist                     | Коул Руджер                       | эпизод: Redacted                                          |
| 2009—2016 | Хорошая жена                | The Good Wife                     | Ребел Кейн                        | эпизод: Goliath and David                                 |
| 2009—2023 | Морская полиция: ЛА         | NCIS: Los Angeles                 | Гэри ДеМайо                       | эпизод: Sundown                                           |
| 2009—2014 | Белый воротничок            | White Collar                      | Райан Уилкс                       | эпизод: Front Man                                         |
| 2009—2013 | Сатуленд                    | Southland                         | детектив Манхейм                  | 2 эпизода в 3-м сезоне                                    |
| 2009—2014 | Хранилище 13                | Warehouse 13                      | Реймонд                           | эпизод: The Greatest Gift                                 |
| 2009—2016 | Касл                        | Castle                            | Чарльз Уайлер                     | эпизод: A Chill Goes Through Her Veins                    |
| 2010—2024 | Голубая кровь               | Blue Bloods                       | помощник шерифа Девин Джонс       | эпизод: Pick Your Poison                                  |
| 2010—2016 | Напарницы                   | Rizzoli & Isles                   | отец Осорио Куку                  | эпизод: Sympathy for the Devil                            |
| 2011—н.в. | Американская история ужасов | American Horror Story             | Мейсон Харрис                     | 3 эпизода в 6-м сезоне                                    |
| 2011—2013 | Следствие по телу           | Body of Proof                     | Дейв Стэкахаус                    | эпизод: Your Number is Up                                 |
| 2013—2017 | Сонная лощина               | Sleepy Hollow                     | Парсонс                           | эпизод: John Doe                                          |
| 2013      | Везунчик                    | Golden Boy                        | Дарелл Рид                        | эпизод: Longshot                                          |
| 2014—2018 | Скорпион                    | Scorpion                          | Дэн Хитер                         | эпизод: Dominoes                                          |
| 2014—2017 | Ночная смена                | Night SHift                       | мистер Мартин                     | 1 эпизод в 2-м и 1 эпизод в 3-м сезоне                    |
| 2015—н.в. | Медики Чикаго               | Chicago Med                       | Бен Кэмпбелл                      | Второстепенная роль с 5-го по 9-й сезон                   |
| 2015—2020 | Империя                     | Empire                            | преподобный Л. К. Прайс           | 3 эпизода в 2-м и 3 эпизода в 4-м сезоне                  |
| 2016—2022 | Атланта                     | Atlanta                           | Банк                              | эпизод: Born 2 Die                                        |
| 2019      | Камеры моего сердца         | Chambers                          | Расселл Перкинс                   | 3 эпизода                                                 |
| 2022—2025 | Уборщица                    | The Cleaning Lady                 | Тео                               | эпизод: TNT                                               |
| 2024—н.в. | Красота в темных тонах      | Beauty in Black                   | Джулс                             | Второстепенная роль                                       |